# Coelacanthes marinpark

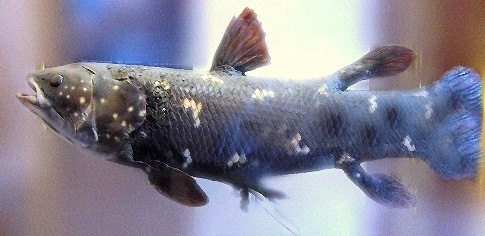
Marinparken skyddar en del av den akut hotade Havstofsstjärtens livsområde i vattnen kring Komorerna

Coelacanthes marinpark är en marin nationalpark i Komorerna. Marinparken omfattar ett vattenområde väster om ön Grande Comore.. Dess namn, Coelacanthes, är ett annat namn för fiskarten Havstofsstjärt, en fiskart som lever i vattnen inom marinparken.
Marinparken ingår som en av två marinparker och ett mangroveträsk i det tentativa världsarvet Marina ekosystem i ögruppen Komorerna.